# Џенг Шујин
Џенг Шујин (Љаонинг , 1. мај 1994) је кинеска теквондисткиња. На Олимпијским играма у Рио де Жанеиру освојила је златну медаљу у категорији преко 67. На Светском првенству у Чељабинску 2015. освојила је сребро до 73 кг, а на Светском првенству и Кореји 2017. освојила је бронзу у категорији преко 73 кг.